# ヴェルカーナ
ヴェルカーナ（伊: Vercana）は、イタリア共和国ロンバルディア州コモ県にある、人口約700人の基礎自治体（コムーネ）。

## 地理

### 位置・広がり
コモ県北東部に位置するコモ湖畔のコムーネ。県都コモから北北東へ43kmの距離にある。

#### 隣接コムーネ
隣接するコムーネは以下の通り。括弧内のLCはレッコ県、SOはソンドリオ県所属を示す。
- コーリコ (LC)
- ドマーゾ
- ジェーラ・ラーリオ
- リーヴォ
- モンテメッツォ
- サモーラコ (SO)
- トレッツォーネ

### 地震分類
イタリアの地震リスク階級 (it) では、4 に分類される
。

## 行政

### 山岳部共同体
広域行政組織である山岳部共同体「ヴァッリ・デル・ラーリオ・エ・デル・チェレージオ山岳部共同体」 (it:Comunità montana Valli del Lario e del Ceresio) （事務所所在地: グラヴェドーナ・エドゥニーティ）を構成するコムーネの一つである。

### 分離集落
ヴェルカーナには、以下の分離集落（フラツィオーネ）がある。
- Caino, Cà Arbustin, Cassera, Legnoniga, Lubiana, Obbio, Vico, Madonna della Neve